# Curva de rotación galáctica
La curva de rotación de una galaxia disco (también llamada curva de velocidad) es la velocidad de rotación de las estrellas observables o el gas en esa galaxia como función de su distancia radial al centro de la galaxia, la cual normalmente se representa gráficamente con un diagrama de dispersión en el que la velocidad orbital (en km/s) de las estrellas o el gas en la galaxia se representa en el eje de ordenadas y la distancia al centro de la galaxia en el eje de abscisas.
Una característica general de las curvas de rotación galácticas que han sido observadas es que la velocidad de rotación de las estrellas y el gas es (dentro de lo que puede medirse) constante, independientemente de la distancia al centro de la galaxia (línea B en la figura): se observa que las estrellas orbitan alrededor del centro de estas galaxias a una velocidad rotacional constante en un intervalo grande de distancias al centro de cualquier galaxia. Si los discos de las galaxias tienen una distribución de masa similar a la distribución de estrellas y gas que se observa, de acuerdo con la mecánica newtoniana, las velocidades de las curvas de rotación deberían disminuir en las largas distancias (línea de puntos A de la figura) de la misma forma que ocurre en otros sistemas con la mayoría de su masa en el centro, como por ejemplo el Sistema Solar o las lunas de Júpiter, los cuales cumplen con la predicción de las leyes de Kepler. 
También se sabe que las curvas de rotación de las galaxias espirales son asimétricas. Los datos observados de cada lado de la galaxia están normalmente en la media. Por tanto, la mayoría de los casos que se conocen son altamente asimétricos aunque asimetrías más pequeñas también han sido descubiertas. La asimetría de la RC (rotational curve) parece ser normal más que excepcional.
El problema de rotación galáctica es la discrepancia observada en las curvas de rotación de las galaxias y la predicción de Newton-Kepler si asumimos que hay una masa central dominante con el material lumínico observado. Cuando se calcula la masa de las galaxias únicamente a partir de la luminosidad y la relación masa-luz en el disco, y si se asume que las porciones del núcleo de una galaxia espiral son aproximados a los de las estrellas, la masa que se deriva de la cinemática de la rotación observable y de la ley de la gravedad no concuerdan. Esta discrepancia puede deberse a una gran cantidad de materia oscura que envuelve la galaxia y se extiende hasta el halo galáctico. 
Aunque la materia oscura es, por mayoría, la opción más aceptada para explicar el problema de rotación de las galaxias, existen otras propuestas que han tenido cierto grado de éxito. De las posibles alternativas, la más notable es la dinámica newtoniana modificada (MOND), la cual implica modificar las leyes de la gravedad.

## Historia y descripción del problema
En 1932 Jan Hendrik Oort fue el primero en observar que las estrellas del vecindario solar se movían más rápido de lo que se esperaba cuando se asumía una distribución de masa basada en la materia visible, pero se descubrió más tarde que esta observación era errónea en esencia.  En 1933, Fritz Zwicky propuso "la materia como falta" para ajustar las velocidades orbitales de las galaxias en clústeres. En 1939, Horace Babcock informó en su tesis PhD las observaciones de la curva de rotación de Andrómeda, la que sugirió que la proporción masa-luminosidad incrementa con el radio. Sin embargo, él mismo atribuyó este fenómeno a la absorción de luz dentro de la galaxia o a una mecánica modificada en las partes exteriores de la espiral y no a una forma de materia faltante. En 1959, Louise Volders demostró que la galaxia espiral M33 no gira como se predice en la mecánica de Kepler. Después de esto, al final de los 60 y principios de los 70, Vera Rubin, una joven astrónoma del Departamento de Magnetismo Terrestre del Instituto trabajaba con un espectrógrafo nuevo más sensible que podía medir la curva de velocidad del borde de las galaxias espirales con un grado de precisión mayor, como nunca antes se había logrado. Junto con su compañero de trabajo Kent Ford, Rubin anunció (en 1975) en un meeting de la American Astronomical Society el descubrimiento de que la mayoría de las  estrellas en las galaxias espirales orbitan casi a la misma velocidad,[cita requerida] lo que implicaba que sus densidades de masa eran uniformes bastante más allá de donde se localizan la mayoría de las estrellas (el bulbo galáctico), un resultado descubierto de manera independiente en 1978. Rubin presentó sus resultados en un influyente artículo en 1980. Estos resultados sugieren o bien que la gravedad newtoniana no aplica universalmente o que, conservativamente, más del 50% de la masa de las galaxias estaba contenido en el relativamente oscuro halo galáctico. Recibidas con escepticismo, Rubin insistió en que las observaciones eran correctas.
Basándose en la mecánica newtoniana y asumiendo, como se creía en un principio, que la mayoría de la masa de la galaxia tenía que estar en el bulbo galáctico cerca del centro, La materia (como las estrellas y el gas) en la porción de disco de una espiral debería orbitar el centro de la galaxia de manera similar a como los planetas orbitan el sol en el sistema solar, es decir, que la velocidad orbital media de un objeto a una distancia específica lejos de la mayoría de la distribución de masa se reduciría con el cuadrado inverso de la raíz cuadrada del radio de la órbita (la línea discontinua en Fig. 1).
Las observaciones de la curva de rotación de las galaxias espirales, por el contrario, no se comportan de esta manera. En vez de eso, las curvas no se reducen con la relación inversa de la raíz cuadrada como se espera aplicando la mecánica newtoniana, sino que se mantienen "planas", es decir, fuera del bulbo central la velocidad rotacional es casi constante (la línea continua de la Fig. 1). También se observa que las galaxias con una distribución uniforme de materia lumínica tienen una curva de rotación que crece desde el centro hasta el borde, y la mayoría de las galaxias de bajo brillo superficial (LSB galaxies) rotan con una curva de rotación que se incrementa desde el centro, lo que indica poco núcleo en el bulbo.
Estas curvas de rotación pueden ser explicadas mediante la mecánica newtoniana si existe una importante cantidad de materia que rodea la galaxia y que no está emitiendo luz con la relación masa-luz del bulbo central. A este material responsable de la masa adicional se le ha nombrado como "materia oscura", la existencia de la cual fue postulada por primera vez en la década de 1930 por Jan Oort en sus observaciones de las constantes de Oort y por Fritz Zwicky en sus estudios de las masas de los clústeres galácticos, aunque estas proposiciones permanecieron sin ser estudiadas hasta que el trabajo de Rubin fue considerado como correcto. La existencia de materia oscura fría no bariónica (CDM) es a día de hoy una importante característica del modelo Lambda-CDM que describe la cosmología del universo.

## Modelos de densidad de Halo
Para poder acomodar una curva de rotación plana, el modelo de densidad de un ambiente galáctico debe ser diferente de uno que está concentrado en la zona central. La versión newtoniana de la tercera ley de Kepler dice que el modelo de densidad radial ρ(r) es igual a 
{\displaystyle \rho (r)={\frac {3[v(r)]^{2}}{4\pi Gr^{2}}}}
donde v(r) es el modelo de velocidad orbital radial y G es la constante de gravitación. Este modelo se ajusta bastante al modelo de la esfera isotérmica donde si v(r) es aproximadamente constante entonces la densidad {\displaystyle \rho \sim r^{-2}} de algún "radio del núcleo" interior donde la densidad baja hasta una constante. Las observaciones realizadas no concuerdan con un modelo tan simple como han dicho Navarro, Frenk, y White en una publicación de 1996:
Si los halos más masivos estuvieran de verdad asociados con discos de rotación más rápidos y por tanto con galaxias más brillantes, se esperaría entonces una correlación entre la luminosidad de las galaxias binarias y la velocidad relativa de sus componentes. Del mismo modo, debería existir una correlación entre la velocidad de una galaxia satélite con respecto a la galaxia principal y a la velocidad de rotación del disco de ésta. NO parece que tales correlaciones existan con los datos de que se disponen actualmente.
Los autores han remarcado, como han hecho otros antes, que "una curva que va cambiando ligeramente y de manera logarítmica" para un modelo de densidad también podría acomodar curvas de rotación aproximadamente planas para escalas grandes. Escribieron el famoso modelo Navarro–Frenk–White que es consistente con ambos la simulación de N cuerpos y las observaciones obtenidas por
{\displaystyle \rho (r)={\frac {\rho _{0}}{{\frac {r}{R_{s}}}\left(1~+~{\frac {r}{R_{s}}}\right)^{2}}}}
donde la densidad central ρ0 y la escala del radio Rs son parámetros que varían para cada halo. Debido en parte a que la pendiente del modelo de densidad diverge en el centro se han propuesto otros modelos alternativos, por ejemplo, el modelo Einasto que ha demostrado ser tan válido o incluso más con ciertas simulaciones de halos de materia oscura.

## Investigaciones más profundas
La dinámica de rotación de las galaxias están de hecho extremadamente bien caracterizadas por su posición en la relación Tully-Fisher la cual muestra que la velocidad rotacional de las galaxias espirales está únicamente relacionada con la luminosidad total de la galaxia sin apenas dispersión. Una manera consistente de predecir la velocidad rotacional de una galaxia espiral es medir su luminosidad bolométrica y luego extrapolar su curva de rotación a partir de su localización en el diagrama de Tully-Fisher. Por ello, conociendo la velocidad rotacional de una galaxia espiral se tiene un indicador excelente de su luminosidad. Por tanto la amplitud de la curva de rotación galáctica está relacionada con la masa visible de la misma. 
Mientras que fijar modelos para la densidad del bulbo, el disco y el halo es un proceso bastante complicado, es bastante sencillo realizar un modelo de la rotación de las galaxias mediante esta relación. Por lo tanto, aplicando las bases de la mecánica newtoniana, mientras que las simulaciones cosmológicas y de formación de galaxias de materia oscura con materia bariónica pueden ser relacionadas con las observaciones de galaxias, todavía no hay una explicación clara de por qué existe la relación de escala que se observa. Además, investigaciones más detalladas de las curvas de rotación de las galaxias de bajo brillo superficial (LSB galaxies) en la década de los 90 y de su posición en la relación Tully-Fisher demostraron que las galaxias LSB tienen que tener halo de materia oscura que son más extensos y menos densos que los de las galaxias HSB y por tanto la superficie brillante está relacionada con las propiedades del halo. Esas galaxias enanas dominadas por la materia oscura tienen la clave para resolver el problema de las galaxias enanas de formación de estructuras.
Además, los análisis del centro de las galaxias de bajo brillo superficial demostraron que las curvas de rotación en el centro de la materia oscura dominaba los sistemas, lo que indicó un modelo que difiere del modelo de distribución de masa espacial NFW. También llamado problema de concentración de halo de la materia oscura es que requiere un modelado al detalle y un entendimiento de los mecanismos en las regiones más interiores de las galaxias.
Que todavía se acepte la teoría de la materia oscura como una explicación para las curvas de rotación galáctica es porque la evidencia de la materia oscura no proviene únicamente de estas curvas. Ha sido todo un éxito en las simulaciones de formación de estructuras de gran escala vistas en la distribución de las galaxias y también para explicar la dinámica de grupos y clústeres de galaxias. La materia oscura también predice correctamente el resultado de las observaciones con lentes gravitacionales, especialmente en el Cúmulo Bala.

## Alternativas a la materia oscura
Hay varios intentos de resolver el problema de las curvas de rotación galáctica sin usar la materia oscura.
Una de las alternativas más discutidas es MOND (Modified Newtonian Dynamics), propuesta originalmente por Mordehai Milgrom como una explicación fenomenológica atrás en  1983 pero que ha resultado tener una buena capacidad de predicción en las curvas de rotación galáctica. Esto posibilita que la física de la gravedad cambie a gran escala pero, hasta hace poco, no se consideraba una teoría relativista. Sin embargo, esto cambió con el desarrollo por Jacob Bekenstein de la teoría de la gravedad tensor–vector–scalar (TeVeS), permitiendo cubrir con la teoría las lentes gravitacionales.
Otra alternativa parecida es la teoría relativista de gravedad modificada (MOG), también conocida como gravedad escalar–tensor–vector (STVG), de John Moffat. Brownstein y Moffat aplicaron la MOG y la MOND al problema de la curva de rotación galáctica y demostraron que se ajusta de manera excelente en una enorme muestra de más de 100 galaxias de bajo brillo superficial (LSB), de alto brillo superficial (HSB) y en galaxias enanas. Cada ajuste de curva de rotación galáctica fue llevado a cabo sin materia oscura, usando solo los datos fotométricos (materia estelar y gas visible) y un modelo de distribución de masa de dos parámetros que no asumía nada respecto al ratio masa-luz. Los resultados MOG fueron comparados con los MOND y eran prácticamente indistinguibles fuera del borde de los datos de la curva de rotación, donde MOND predice una curva de rotación plana para siempre, pero MOG predice una eventual vuelta a la ya familiar ley de fuerza gravitacional del cuadrado inverso.
Aunque la comunidad astronómica considera que estas alternativas no son tan buenas como la de la materia oscura, los estudios de lentes gravitacionales se han propuesto como medios para separar las diferentes teorías. De hecho, se ha reportado que la lente gravitacional del Cúmulo Bala proporciona la evidencia más actual de la naturaleza de la materia oscura y que proporciona "una evidencia en contra de alguna de las versiones más populares de la Dinámica newtoniana modificada (MOND)" cuando se aplica a grandes cúmulos galácticos. Más tarde, Milgrom, el que originalmente propuso la, publicó un artículo en línea que indica que la MOND aplica correctamente para la dinámica de las galaxias fuera de los cúmulos galácticos, y elimina la necesidad de la mayoría de materia oscura en cúmulos, dejando como el doble de materia visible, lo que Milgrom espera que sea simplemente materia ordinaria que no se ve en vez de materia oscura fría.
Algunas de las teorías de gravedad cuenta también dan explicaciones alternativas. Otra alternativa que no pretende utilizar materia oscura (y) se basa en la teoría del Vacío superfluido. Véase teorías alternativas a la materia oscura.